# Font de les Tres Pinasses
La Font de les Tres Pinasses, o Font de Sant Jordi, és una surgència del terme municipal de Monistrol de Calders, al Moianès.
Està situada a 601 metres d'altitud, en el vessant nord-est del Puig del Rossinyol, a l'esquerra del torrent de l'Om, al peu del camí que des de la masia del Rossinyol s'adreça a Monistrol de Calders envoltant el Puig del Rossinyol per llevant i pel nord.